# Eispalast Tscherepowez
Der Eispalast Tscherepowez (russisch Ледовый дворец Череповец) ist eine Eissporthalle in Tscherepowez, Russland. Die Sportstätte ist Austragungsort der Heimspiele von Sewerstal Tscherepowez aus der Kontinentalen Hockey-Liga.
Der Eispalast Tscherepowez, welcher 2007 eröffnet wurde, wird hauptsächlich für Eishockeyspiele genutzt. Der Eishockeyverein Sewerstal Tscherepowez aus der Kontinentalen Hockey-Liga trägt seit der Eröffnung der Arena seine Heimspiele im Stadion aus. Seit 2009 bestreitet auch die Juniorenmannschaft Almas Tscherepowez aus der Molodjoschnaja Chokkeinaja Liga ihre Heimspiele in der Halle.

Der Eispalast während der Bauphase (2006)
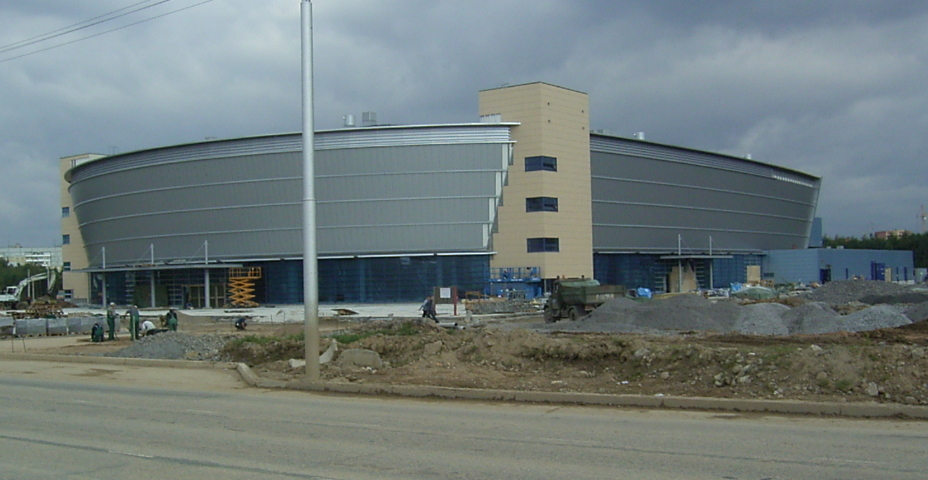
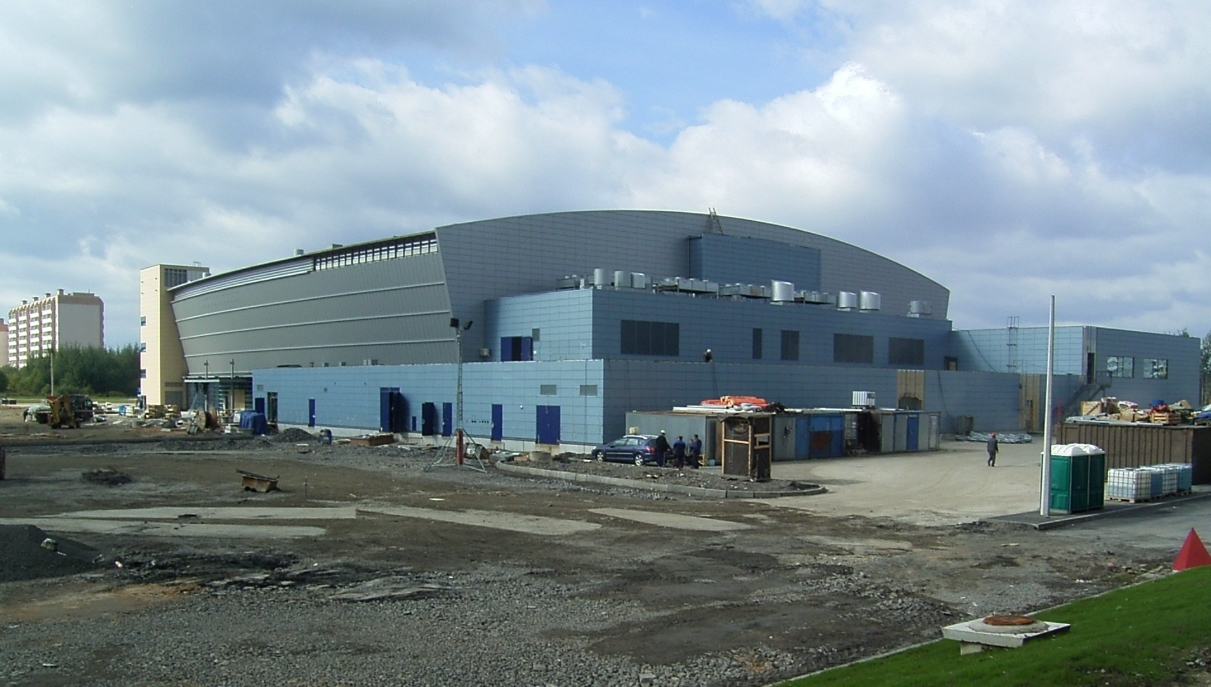